# Tada Takayuki
Takayuki Tada (sinh ngày 7 tháng 4 năm 1988) là một cầu thủ bóng đá người Nhật Bản.

## Sự nghiệp câu lạc bộ
Takayuki Tada đã từng chơi cho Giravanz Kitakyushu.